# Corriol de Santa Helena
El corriol de Santa Helena (Anarhynchus sanctaehelenae) és un ocell de la família dels caràdrids (Charadriidae) que habita platges i rierols de l'illa Santa Helena, a l'Atlàntic Sud.